# Jindo
Jindo är en ö i Sydkorea.   Den ligger i provinsen Södra Jeolla, i den sydvästra delen av landet. Arean är 362 kvadratkilometer.
Terrängen på Jindo är lite kuperad. Öns högsta punkt är 465 meter över havet. Den sträcker sig 26,6 kilometer i nord-sydlig riktning, och 27,1 kilometer i öst-västlig riktning.

## Administrativ indelning
Ön ligger i sin helhet i landskommunen Jindo-gun. Den är indelad i en köping (eup) och fem socknar (myeon):
Gogun-myeon,
Gunnae-myeon,
Imhoe-myeon,
Jindo-eup,
Jisan-myeon och
Uisin-myeon.